# أيام اليونسكو العالمية
الأيام العالمية أو الأيام الدولية التي يتم الاحتفال بها في اليونسكو والتي حددتها الجمعية العامة للأمم المتحدة لإحياء ذكرى "جوانب مهمة من حياة الإنسان وتاريخه" وإحياء ذكراها.

## كانون الثاني
- 14 يناير - يوم المنطق العالمي [الإنجليزية][2]
- 24 يناير -
  - اليوم العالمي للتعليم[3]
  - اليوم العالمي للثقافة الأفريقية والمنحدرة من أصل أفريقي [الإنجليزية][4]
- 27 يناير - اليوم العالمي لإحياء ذكرى المحرقة[5]

## شباط
- 11 فبراير - اليوم الدولي للنساء والفتيات في مجال العلوم[6]
- 13 فبراير - اليوم العالمي للإذاعة[7]
- 21 فبراير - اليوم العالمي للغة الأم[8]

## آذار
- 4 مارس - يوم الهندسة العالمي للتنمية المستدامة[9]
- 8 مارس - اليوم العالمي للمرأة[10]
- 14 مارس - اليوم العالمي للرياضيات[11]
- 20 مارس - اليوم العالمي للفرنكوفونية[12]
- 21 مارس -
  - يوم الشعر العالمي[13]
  - اليوم الدولي للقضاء على التمييز العنصري[14]
  - اليوم العالمي للنوروز[15]
  - 22 مارس - يوم المياه العالمي[16]

## نيسان
- 5 أبريل - اليوم الدولي للضمير
- 6 أبريل - اليوم الدولي للرياضة من أجل التنمية والسلام
- 15 أبريل - يوم الفن العالمي
- 23 أبريل - اليوم العالمي للكتاب وحقوق التأليف والنشر
- 30 أبريل - اليوم العالمي لموسيقى الجاز

## مايس
- 3 مايو - اليوم العالمي لحرية الصحافة
- 5 مايو -
  - يوم التراث العالمي الأفريقي
  - اليوم العالمي للغة البرتغالية
- 16 مايو -
  - اليوم العالمي للضوء
  - اليوم الدولي للعيش معًا في سلام
- 21 مايو - اليوم العالمي للتنوع الثقافي من أجل الحوار والتنمية منذ عام 2002
- 22 مايو - اليوم الدولي للتنوع البيولوجي

## حزيران
- 5 يونيو - يوم البيئة العالمي
- 8 يونيو - اليوم العالمي للمحيطات
- 17 يونيو - اليوم العالمي لمكافحة التصحر والجفاف

## تموز
- 7 يوليو - يوم اللغة السواحيلية
- 18 يوليو - اليوم العالمي لنيلسون مانديلا
- 26 يوليو - اليوم الدولي للحفاظ على النظام البيئي لأشجار المانغروف

## آب
- 9 أغسطس - اليوم الدولي للشعوب الأصلية في العالم
- 12 أغسطس - اليوم العالمي للشباب
- 23 أغسطس - اليوم الدولي لإحياء ذكرى تجارة الرقيق وإلغائها

## أيلول
- 8 سبتمبر - اليوم العالمي لمحو الأمية
- 9 سبتمبر - اليوم الدولي لحماية التعليم من الهجمات
- 15 سبتمبر - اليوم العالمي للديمقراطية
- 20 سبتمبر - اليوم الدولي للرياضة الجامعية
- 21 سبتمبر - اليوم الدولي للسلام
- 28 سبتمبر - اليوم الدولي للوصول الشامل إلى المعلومات

## تشرين الأول
- 5 أكتوبر - اليوم العالمي للمعلمين
- 6 أكتوبر - اليوم العالمي للتنوع الجيولوجي[17]
- 11 أكتوبر - اليوم العالمي للطفلة
- 13 أكتوبر - اليوم الدولي للحد من الكوارث
- 17 أكتوبر - اليوم الدولي للقضاء على الفقر
- 24 أكتوبر - يوم الأمم المتحدة
- 27 أكتوبر - اليوم العالمي للتراث السمعي البصري

## تشرين الثاني
- الخميس الأول من شهر نوفمبر - اليوم العالمي لمكافحة العنف والتنمر في المدرسة بما في ذلك التنمر عبر الإنترنت
- 2 نوفمبر - اليوم الدولي لإنهاء الإفلات من العقاب على الجرائم المرتكبة ضد الصحفيين
- 3 نوفمبر - اليوم الدولي لمحميات المحيط الحيوي[18]
- 5 نوفمبر -
  - اليوم العالمي للغة الروما
  - اليوم العالمي للتوعية بالتسونامي
- 10 نوفمبر - اليوم العالمي للعلوم من أجل السلام والتنمية
- الخميس الثالث من شهر نوفمبر - اليوم العالمي للفلسفة
- 14 نوفمبر - اليوم الدولي لمكافحة الاتجار غير المشروع بالممتلكات الثقافية[19]
- 16 نوفمبر - اليوم العالمي للتسامح
- 18 نوفمبر - اليوم العالمي للفن الإسلامي[20]
- 25 نوفمبر - اليوم الدولي للقضاء على العنف ضد المرأة
- 26 نوفمبر - اليوم العالمي لشجرة الزيتون
- 29 نوفمبر - اليوم العالمي للتضامن مع الشعب الفلسطيني

## كانون الأول
- 1 ديسمبر - اليوم العالمي للإيدز
- 2 ديسمبر - اليوم العالمي للعقود الآجلة[21]
- 3 ديسمبر - اليوم العالمي للأشخاص ذوي الإعاقة
- 10 ديسمبر - يوم حقوق الإنسان
- 18 ديسمبر -
  - اليوم الدولي للمهاجرين
  - اليوم العالمي للغة العربية

## أنظر أيضا
- قائمة التواريخ البيئية
- قائمة أيام الطعام
- قوائم العطل
- قائمة العطلات حسب البلد

## روابط خارجية
- الأيام العالمية
- المراقبة الصحية الوطنية (NHO)، الولايات المتحدة
- تقويم أيام التوعية في المملكة المتحدة
- تقويم احتفالات الأمم المتحدة
- أيام اليونسكو الدولية